# St.-Martins-Kirche (Schiffdorf)

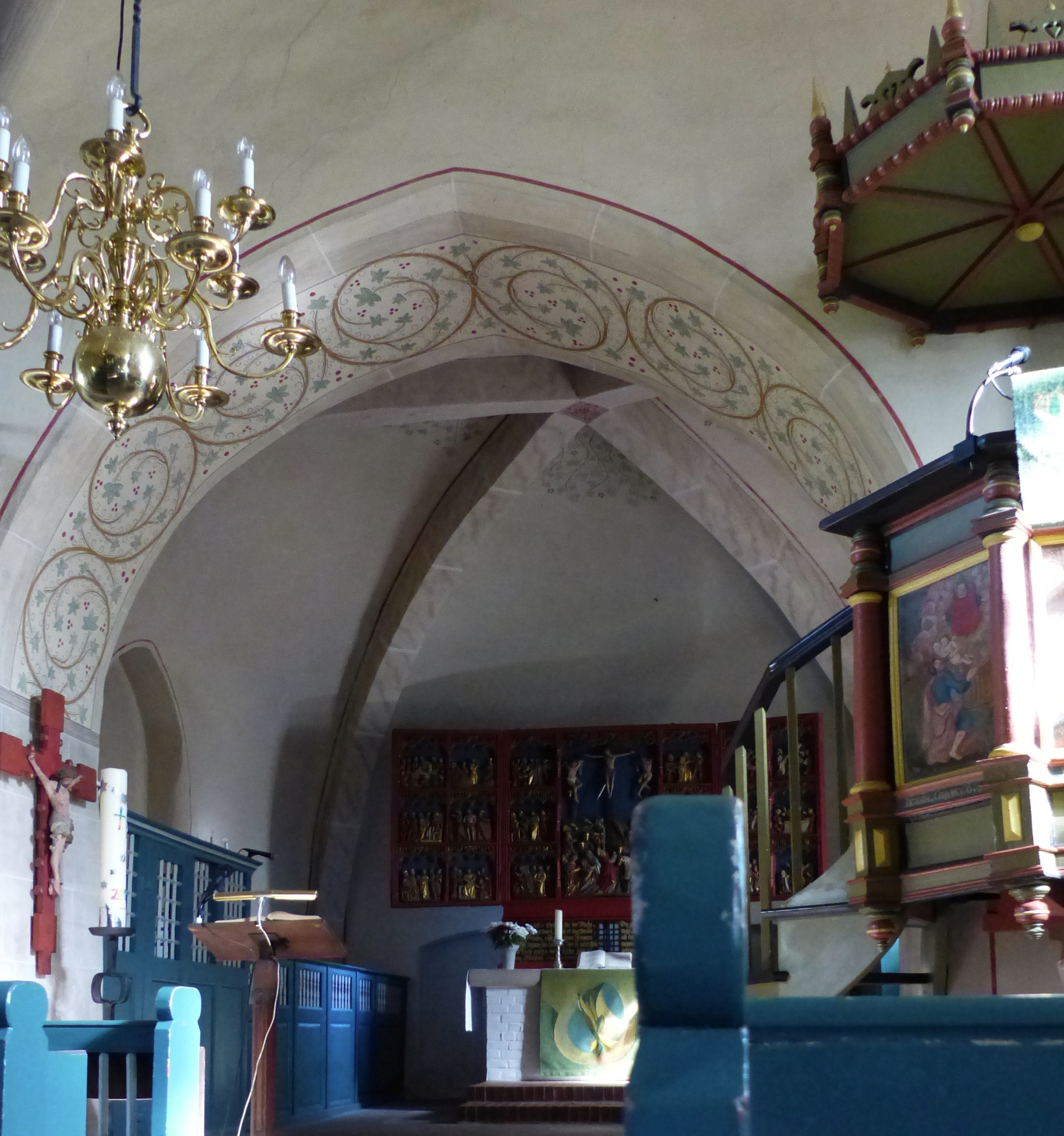
Spitzer Triumphbogen und Chor mit Domikalgewölbe

Die Martinskirche in Schiffdorf bei Bremerhaven gehört zum Kirchenkreis Bremerhaven der Evangelisch-lutherischen Landeskirche Hannovers.

## Geschichte
Es gilt als möglich, dass ein Ritter Arnold aus Schiffdorf, der 1235 urkundlich erwähnt wird, die Martinskirche errichten ließ. 1420 wurde die Martinskirche („capella in Schipdorf“) erstmals im Stader Register urkundlich erwähnt. 

## Bauwerk
Das Kirchengebäude ist einschiffig, also eine Saalkirche. Langhaus und Chor sind eingewölbt, der Chor mit einem frühgotischen Domikalgewölbe, die drei Langhausjoche mit spitzbogigen Bandrippengewölben und nur angedeuteten spitzbogigen Gurtbögen ist romanischen Ursprungs. Das aufstrebende Mauerwerk wurde im 14. Jahrhundert errichtet. Später wurde auf der Westseite ein Wehrturm errichtet. Um 1750 wurden an der Nord- und Südseite starke Stützpfeiler angebracht. 1838 wurde der Turmhahn durch ein Schiff als Windfahne ersetzt, 1985 kamen eine Kugel und ein Kreuz hinzu.

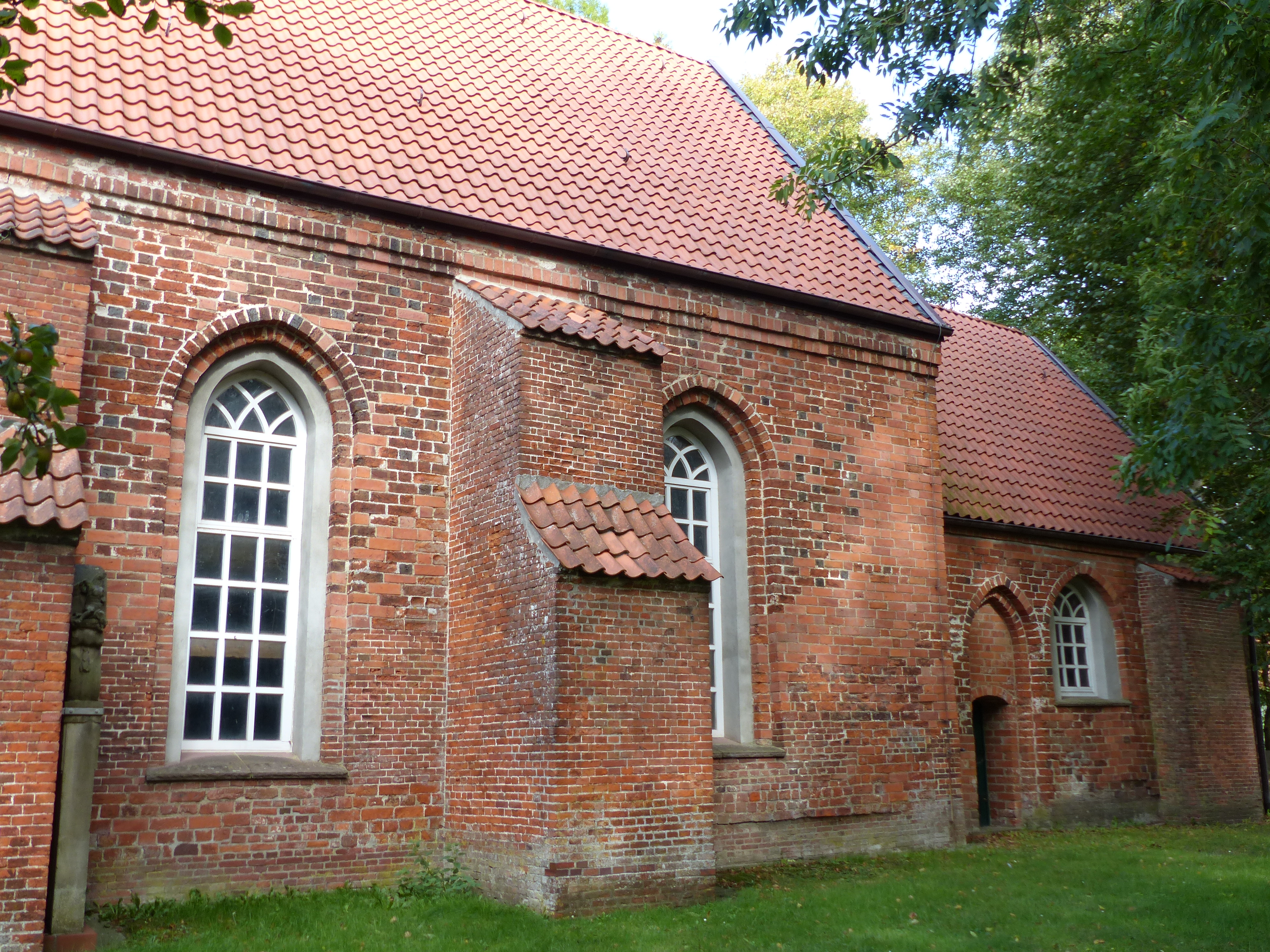
Erhaltene gotische Fenster, später angefügte Strebepfeiler
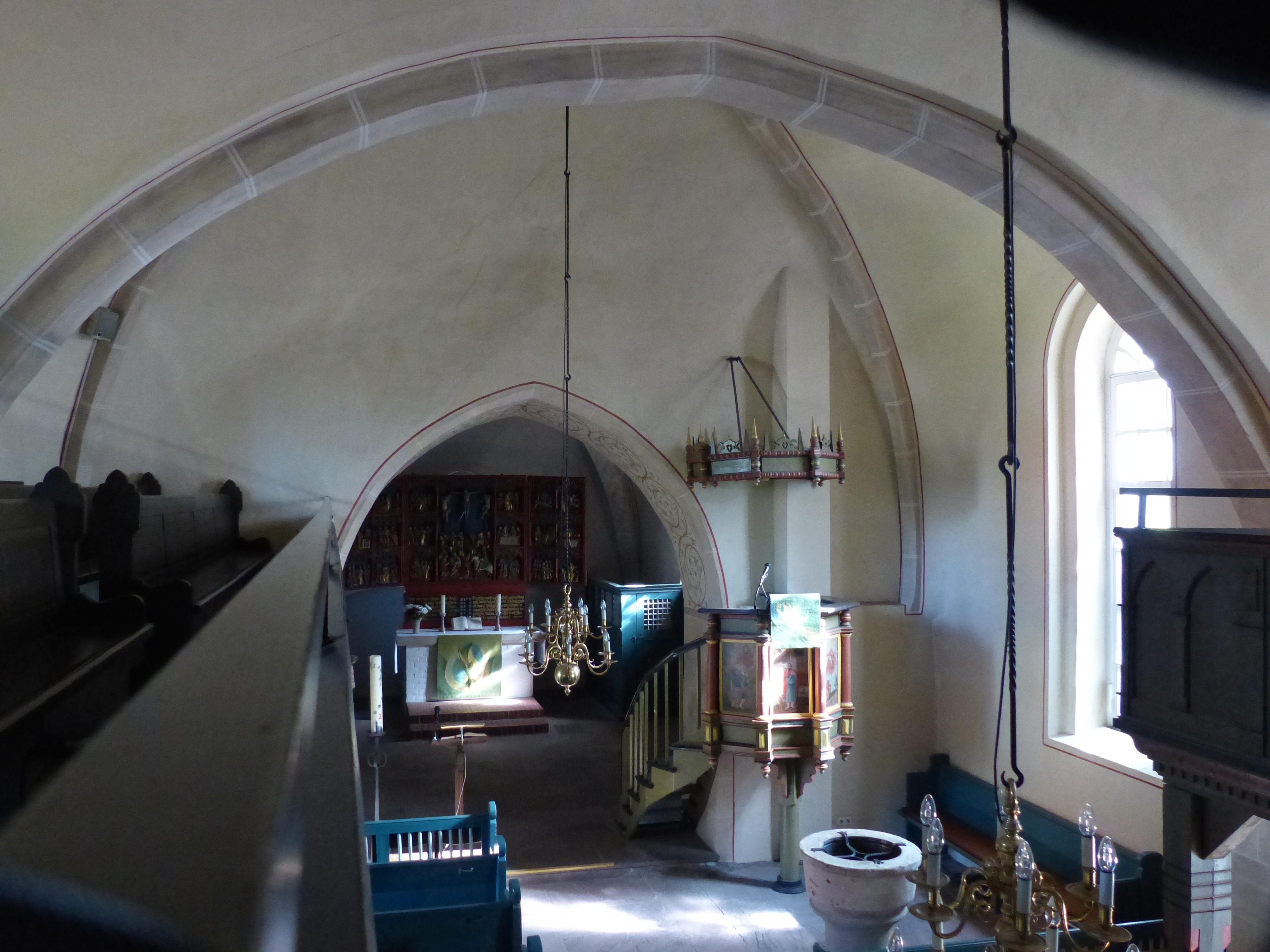
Blick von der Orgelempore: Gurtbögen des Schiffs angedeutet spitzbogig, Triumphbogen zum Chor deutlich

## Ausstattung
Im Chor fällt der Flügelaltar mit drei Bildreihen auf. Er gehört inhaltlich zu den Passionsaltären mit Christus in der Mitte und stammt wohl aus dem Ende des 15. Jahrhunderts. Der Altartisch wurde 1955 neu aufgemauert und mit einer alten Grabplatte versehen. Seit 1986 hat der mittelalterliche Taufstein seinen Platz vor der Kanzel. Die Emporen wurden 1908 im neugotischen Stil errichtet. Die Orgel der Firma Hammer aus Hannover hat 14 Register und 1096 Pfeifen. Sie wurde 1958 gebaut. Organist war 1945–1965 Herbert Brust.

## Geläut
Die Martinskirche hat vier Glocken. Die Glocke aus dem Jahr 1635 wurde 1942 für Kriegszwecke abgeliefert, 1949 zurückgeholt und zur Läuteglocke umgearbeitet. Eine zweite Glocke wurde 1701 in Stade gegossen. Die große Glocke von 1460 wurde 1942 abgeliefert und eingeschmolzen. 1961 wurden die größte und die kleinste Glocke von der Firma Rincker neu gegossen.